# Paul Ziffren
Paul Ziffren (* 18. Juli 1913 in Davenport, Iowa; † 31. Mai 1991 in Los Angeles, Kalifornien) war ein US-amerikanischer Anwalt in Los Angeles und Politiker in der Demokratischen Partei. Als Chairman des Los Angeles Olympic Organizing Committee war Ziffren an der Ausrichtung der Olympischen Sommerspiele 1984 beteiligt.

## Leben
Paul Ziffren studierte bis 1935 an der Northwestern University und dann an der Northwestern University School of Law, wo er 1938 sein Studium abschloss. In der Folge arbeitete er zuerst in Chicago und wurde dann zu einem der prominentesten Anwälte in Los Angeles. Zu seinen Klienten gehörte unter anderem Meyer Lansky, ein Mafioso mit Kontakten zum kubanischen Diktator Fulgencio Batista. Zwischen 1953 und 1960 war Ziffren Mitglied des Democratic National Committee, das vor allem Fundraising betreibt und die politische Position der Partei vorstellt. Zwischen 1956 und 1960 war er zudem Mitglied des Exekutivkomitees der Partei. Als Politiker trat Paul Ziffren selbst nicht groß in Erscheinung, sondern hielt sich im Hintergrund. Er sammelte vor allem Geld für die aufwändigen Wahlkämpfe der Demokraten in Kalifornien.
Am 26. März 1979 wurde Paul Ziffren als Chairman des Los Angeles Olympic Organizing Committee berufen und war damit an der Organisation der Olympischen Sommerspiele 1984 führend beteiligt. Im November 1983 war Ziffren für das Internationale Schiedsgericht des IOC nominiert. 1984 verlieh das IOC Paul Ziffren den Olympischen Orden. Von 1984 bis 1988 war er Chairman der mit einem Teil der Überschüssen der Spiele finanzierten Los Angeles Organizing Committee Amateur Athletic Foundation.
Ziffren war verheiratet und hatte vier Kinder.